# Rhys Frake-Waterfield
Rhys Frake-Waterfield is een Brits filmregisseur, producent, scenarioschrijver en filmeditor.

## Carrière
Frake-Waterfield heeft zijn naamsbekendheid voornamelijk te danken van het bedenken en creëren van The Twisted Childhood Universe, een filmserie en een gedeeld fictieve universum van onafhankelijke slasher-horrorfilms waarin personages uit kindermedia centraal staan. Waaronder de films, Winnie-the-Pooh: Blood and Honey, Peter Pan's Neverland Nightmare en Bambi: The Reckoning.

## Filmografie
Hieronder een geselecteerd overzicht van films van de hand van Frake-Waterfield.

| Jaar | Titel                              | Regisseur | Schrijver | Producent | Editor | Opmerkingen                                   |
| ---- | ---------------------------------- | --------- | --------- | --------- | ------ | --------------------------------------------- |
| 2021 | Dinosaur Hotel                     | Nee       | Nee       | Ja        | Nee    | Produceerde in samenwerking met Scott Jeffrey |
| 2021 | Spider in the Attic                | Nee       | Nee       | Ja        | Nee    |                                               |
| 2021 | Bloody Mary                        | Nee       | Nee       | Ja        | Ja     |                                               |
| 2021 | Easter Killing                     | Nee       | Nee       | Ja        | Ja     |                                               |
| 2022 | Wrath of Van Helsing               | Nee       | Nee       | Ja        | Nee    |                                               |
| 2022 | The Area 51 Incident               | Ja        | Ja        | Ja        | Ja     |                                               |
| 2022 | The Killing Tree                   | Ja        | Ja        | Ja        | Ja     |                                               |
| 2023 | Firenado                           | Ja        | Ja        | Ja        | Nee    | Regisseerde in samenwerking met Scott Jeffrey |
| 2023 | Winnie-the-Pooh: Blood and Honey   | Ja        | Ja        | Ja        | Ja     | [ 3 ]                                         |
| 2023 | Freddy's Fridays                   | Nee       | Nee       | Ja        | Nee    |                                               |
| 2024 | Winnie-the-Pooh: Blood and Honey 2 | Ja        | Ja        | Ja        | Ja     | [ 6 ]                                         |
| 2025 | Peter Pan's Neverland Nightmare    | Nee       | Nee       | Ja        | Nee    | Produceerde in samenwerking met Scott Jeffrey |
| 2025 | Bambi: The Reckoning               | Nee       | Nee       | Ja        | Nee    | Produceerde in samenwerking met Scott Jeffrey |

## Prijzen
| Jaar | Prijs                   | Categorie                               | Film                             | Uitslag  | Ref.  |
| ---- | ----------------------- | --------------------------------------- | -------------------------------- | -------- | ----- |
| 2024 | Blunt Axe               | Publieksprijs voor slechtste horrorfilm | Winnie-the-Pooh: Blood and Honey | Gewonnen | [ 7 ] |
| 2024 | Golden Raspberry Awards | Slechtste film                          | Winnie-the-Pooh: Blood and Honey | Gewonnen | [ 8 ] |
| 2024 | Golden Raspberry Awards | Slechtste regisseur                     | Winnie-the-Pooh: Blood and Honey | Gewonnen | [ 8 ] |
| 2024 | Golden Raspberry Awards | Slechtste scenario                      | Winnie-the-Pooh: Blood and Honey | Gewonnen | [ 8 ] |